# Crítica de Lucas
La crítica de Lucas, cuyo nombre proviene del economista Robert Lucas a raíz de sus trabajos sobre política macroeconómica, arguye que es ingenuo intentar predecir los efectos de un cambio en política económica a partir de las relaciones observadas en los datos históricos, especialmente cuando se trata de los datos agregados.
La idea básica antecede la contribución de Lucas (Ley de Campbell y Ley de Goodhart), pero en 1976, Lucas expuso que esa simple idea invalidaba los consejos de política económica basados en conclusiones obtenidas a partir de modelos macroeconométricos. Debido a que los parámetros de los modelos no eran estructurales, al no ser invariables, forzosamente sufrirían alteraciones cuando cambiasen las políticas (reglas del juego). Las conclusiones extraídas podrían conducir a errores. Este argumento cuestionó los modelos econométricos a gran escala a los que les faltaba fundamentos teóricos de economía dinámica. La crítica de Lucas es tal como sigue:

"Dado que la estructura de un modelo econométrico consiste en reglas de decisión óptimas de los agentes económicos y que las reglas cambian sistemáticamente con los cambios en la estructura relevantes a los agentes, se deduce que cualquier cambio en política modificará la estructura de los modelos econométricos."

La crítica de Lucas es en esencia un resultado negativo. Enseña a los economistas cómo no hacer análisis económicos. Sugiere que si se quiere predecir el efecto de una política, debería modelizarse con "parámetros fuertes" (preferencias, función de producción y restricción presupuestaria) que son los que gobiernan el comportamiento individual; los llamados fundamentos microeconómicos. Si estos modelos pueden tener en cuenta las regularidades empíricas observadas, se puede predecir lo que harán los agentes, considerando el cambio en la política y entonces en las decisiones individuales agregadas para calcular los efectos macroeconómicos del cambio de política. Poco después de la publicación del artículo, Kydland y Prescott publicaron el artículo "Rules rather than Discretion...", en el cual describieron las estructuras generales donde los beneficios a corto plazo desaparecen debido a cambios en las expectativas. También afirmaron que si las autoridades persisten durante suficiente tiempo sin cambiar sus normas de actuación, esto puede eliminar el problema de los cambios en las expectativas. Ese artículo inspiró la creación de modelos económicos cuantitativos dinámicos.

## Ejemplos
Una aplicación importante de la crítica es su implicación de que la correlación negativa entre inflación y desempleo en series temporales, conocida como curva de Phillips, podría eludirse si las autoridades monetarias intentasen romper la correlación. El aumento constante de la inflación reduciría el desempleo, lo que provocaría que las empresas predijeran niveles de inflación más altos, alterando así sus decisiones de empleo. En otras palabras, sólo porque a principios del siglo XX una tasa alta de inflación estuvo asociada con poco desempleo, no significa que una tasa alta de inflación producirá siempre bajos niveles de desempleo.